# Narfi
Narfi (Narvi, Nari, Narfe) è uno dei due figli di Loki avuti con la dea Sigyn (suo fratello era Váli). Nelle fonti norrene (in particolar modo nell'Edda di Snorri e nell'Edda poetica, precisamente nella Lokasenna) lo si menziona nel momento in cui si menziona il Castigo di Loki.
Secondo l'Edda di Snorri Narvi è stato sbranato da suo fratello Vali, trasformato dagli dei in lupo, e dalle sue interiora sono stati ricavati i lacci che tengono Loki imprigionato a tre rocce in una grotta del Niflheimr.